# Liste der denkmalgeschützten Objekte in Engelhartszell
Die Liste der denkmalgeschützten Objekte in Engelhartszell enthält die 11 denkmalgeschützten, unbeweglichen Objekte der Gemeinde Engelhartszell im Bezirk Schärding (Oberösterreich).

## Denkmäler
| Foto |                 | Denkmal                                                                                                   | Standort                                               | Beschreibung | Metadaten |
| ---- | --------------- | --- | ------------------------------------------------------ | --- | --- |
| ja   | Datei hochladen | Kulturhaus, ehem. Mauthaus HERIS-ID: 47055 Objekt-ID: 49577                                               | Energieplatz 51 Standort KG: Engelhartszell            | Ein Mauthaus wurde an der Stelle bereits um 1450 errichtet; der mächtige, U-förmige Baukomplex wurde teilweise im 16. und 17. Jahrhundert errichtet und vor allem im 19. und 20. Jahrhundert umgebaut. An der Westfront des Gebäudes befinden sich Hochwassermarken von 1501 und 1595. Seit 1999 wird das Gebäude von der Energie AG als Servicezentrum genutzt. | BDA-Hist.: Q38025395 Status: Bescheid Stand der BDA-Liste: 2025-06-30 Name: Kulturhaus, ehem. Mauthaus GstNr.: .49                                                                                              |
| ja   | Datei hochladen | Kath. Pfarrkirche Mariae Himmelfahrt und Friedhof HERIS-ID: 52094 Objekt-ID: 58246                        | Kirchenplatz Standort KG: Engelhartszell               | Ab 1459 wurde in mehreren Bauschritten eine ältere gotische Kirche im spätgotischen Stil umgebaut und 1509 durch Bernhard Meurl von Leombach geweiht. 1630 erfolgte eine Barockisierung des Innenraums; das Langhausgewölbe wurde zwischen 1770 und 1780 gestaltet. Die Sakristei, der Turmvorraum und die Leichenkammer stammen von 1925. Die Kirche wurde bis 1786 durch das Stift Engelszell betreut und diente von 1786 bis 1925 als Filial- und Friedhofskirche.                                                                               | BDA-Hist.: Q25229880 Status: § 2a Stand der BDA-Liste: 2025-06-30 Name: Kath. Pfarrkirche Mariae Himmelfahrt und Friedhof GstNr.: .29/1, 49 Pfarrkirche Mariä Himmelfahrt, Engelhartszell                       |
| ja   | Datei hochladen | Wohnhaus, ehem. Hufschmiedhaus HERIS-ID: 57528 Objekt-ID: 67711                                           | Nibelungenstraße 11, 11a Standort KG: Engelhartszell   | Der zweigeschoßige Bau mit Satteldach stammt teilweise aus dem 16. und 17. Jahrhundert, eine Erweiterung fand im 18. Jahrhundert statt. Die Hufschmiede wurde 1598 urkundlich erwähnt und bis 1951 als solche betrieben; seit 1994 beherbergt sie ein Hufschmiedemuseum und verfügt über eine fast vollständige Schmiedeeinrichtung aus dem 18. und 19. Jahrhundert. | BDA-Hist.: Q38077145 Status: Bescheid Stand der BDA-Liste: 2025-06-30 Name: Wohnhaus, ehem. Hufschmiedhaus GstNr.: .18 Engelhartszell - Hufschmiede                                                             |
| ja   | Datei hochladen | Fallauerkapelle, Spätgotische Kreuzigungsgruppe HERIS-ID: 72907 Objekt-ID: 86187                          | bei Nibelungenstraße 133 Standort KG: Engelhartszell   | Die Kapelle aus dem Jahr 1961 verfügt über eine spätgotische Kreuzigungsgruppe um 1500 bis 1510. | BDA-Hist.: Q38131547 Status: § 2a Stand der BDA-Liste: 2025-06-30 Name: Fallauerkapelle, Spätgotische Kreuzigungsgruppe GstNr.: .85/1                                                                           |
| ja   | Datei hochladen | Römischer Burgus in Oberranna HERIS-ID: 37736 Objekt-ID: 36986                                            | Oberranna 5 Standort KG: Engelhartszell                | Der Burgus Oberranna war ein römischer Hilfstruppenstützpunkt (Stanacum?) und Bestandteil der Festungskette des Donaulimes in der Provinz Noricum. Das aus der Spätantike (4. Jahrhundert n. Chr.) stammende – Gebäude lag direkt an der Limesstraße. Die Interpretation als Befestigung (Quadriburgium, Zentralraum ca. 15 × 17 Meter, Außenmaße ca. 28 × 29 Meter) ist durch die Grabungen von 2017 zweifelsfrei bestätigt worden. In ihrem NW-Turm war ein beheizbares Bad eingebaut, deshalb wurde die Ruine lange als Thermenanlage angesehen. | BDA-Hist.: Q2741490 Status: Bescheid Stand der BDA-Liste: 2025-06-30 Name: Römisches Kleinkastell (Burgus) in Oberranna GstNr.: 744/2 Kleinkastell Oberranna                                                    |
| ja   | Datei hochladen | Pestsäule HERIS-ID: 72908 Objekt-ID: 86188                                                                | gegenüber Sauwaldstraße 15 Standort KG: Engelhartszell | Spätgotische Tabernakelsäule, bezeichnet 1510. Das Hinterglasbild aus dem Jahr 1996 stammt von Käthe Herrmann-Bernhofer. | BDA-Hist.: Q38131555 Status: § 2a Stand der BDA-Liste: 2025-06-30 Name: Pestsäule GstNr.: 43 |
| ja   | Datei hochladen | Figur hl. Johannes von Nepomuk HERIS-ID: 72909 Objekt-ID: 86189                                           | Sauwaldstraße Standort KG: Engelhartszell              | Die Figur stammt aus dem zweiten Viertel des 18. Jahrhunderts. | BDA-Hist.: Q38131566 Status: § 2a Stand der BDA-Liste: 2025-06-30 Name: Figur hl. Johannes von Nepomuk GstNr.: 853/2 Engelhartszell - Statue des heiligen Johannes Nepomuk                                      |
| ja   | Datei hochladen | Anlage Trappistenkloster Engelszell HERIS-ID: 96486 Objekt-ID: 111991                                     | Stiftstraße 6 u. a. Standort KG: Engelhartszell        | Das Stift wurde 1293 gegründet; es war ursprünglich ein Zisterzienserstift und ist heute das einzige Trappistenkloster Österreichs. Die heutige Stiftskirche wurde zwischen 1754 und 1764 im spätbarocken Stil erbaut. Zu der Anlage gehören außerdem mehrere Pförtnerhäuser, ein Meierhof, das Zehenthaus, das Jägerstöcklhaus sowie die Stiftstaverne mit ehemaligem Stallstöckl. | BDA-Hist.: Q367323 Status: § 2a Stand der BDA-Liste: 2025-06-30 Name: Anlage Trappistenkloster Engelszell GstNr.: .98, .103, .107/2, .112, 429, 433, 440/2, 450/1, 828/2, .113/1, .107/1, .109 Stift Engelszell |
| ja   | Datei hochladen | Ehem. Bezirksgericht HERIS-ID: 29057 Objekt-ID: 25686                                                     | Stiftstraße 72 Standort KG: Engelhartszell             | Das Gebäude, ein ehemaliger Stiftsmeierhof, wurde bis 2002 als Bezirksgericht genutzt. | BDA-Hist.: Q37923376 Status: Bescheid Stand der BDA-Liste: 2025-06-30 Name: ehem. Bezirksgericht GstNr.: .5 |
| ja   | Datei hochladen | Kath. Filialkirche Schmerzhafte Mutter Gottes HERIS-ID: 72885 Objekt-ID: 86162                            | Stadl Standort KG: Stadl                               | Die Kirche wurde zwischen 1904 und 1906 erbaut und 1906 geweiht; die Turmkreuzsteckung erfolgte 1953. Ab 1924 war sie Expositur der Pfarre Engelhartszell; seit 1986 wird sie von Vichtenstein aus betreut. Späthistoristischer Saalbau mit zentral vorgestelltem Turm und eingeschoßiger Sakristei; außen unverputztes Bruchsteinmauerwerk mit romanisierenden Details. | BDA-Hist.: Q26821352 Status: § 2a Stand der BDA-Liste: 2025-06-30 Name: Kath. Filialkirche Schmerzhafte Mutter Gottes GstNr.: .97 Filialkirche Stadl-Kicking                                                    |
| ja   | Datei hochladen | Wehranlage des Donaukraftwerks Jochenstein und Wehrwärterhaus HERIS-ID: 111195 Objekt-ID: 128983seit 2013 | Maierhof an der Donau 35 Standort KG: Stadl            | Das Kraftwerk nach Plänen von Roderich Fick wurde zwischen 1952 und 1956 erbaut. In die Anlage ist der namensgebende Jochenstein integriert. | BDA-Hist.: Q2752192 Status: Bescheid Stand der BDA-Liste: 2025-06-30 Name: Wehranlage des Donaukraftwerks Jochenstein und Wehrwärterhaus GstNr.: 1215/4, .119, .120, .121 Kraftwerk Jochenstein                 |